# 神秘 (アルバム)
『神秘』（しんぴ、原題：A Saucerful Of Secrets）は、1968年に発表されたピンク・フロイドのアルバム。バンドの中心メンバーだったシド・バレットがレコーディング途中で脱退し、バンドにとって非常に危機的な状況で制作されたアルバム。全英第9位を記録。

## 概要
前作のデビュー・アルバム『夜明けの口笛吹き』が高い評価を受けたものの、ソングライティングの中心を担っていたシド・バレットは、過剰なドラッグ摂取のためにまともな状態ではなかった。そこでバンドは新ギタリストとして旧友のデヴィッド・ギルモアを迎え入れた。これは、バレットがソングライティングに専念し、ギルモアをライブのためのギタリストとして起用する構想であった。結局、アルバム制作段階でバレットはバンドを離脱することになる。
全体的には、前作に引き続きサイケデリック路線を継承している形であるが、アルバムの収録曲ごとにレコーディング参加メンバーが異なっている。しかし、バレット脱退という事態の通り、バレット抜きのピンク・フロイドの方向性を示したアルバムである。バレット脱退後のバンドは、バレット在籍時にヒットした「シー・エミリー・プレイ」のようなシングル作りを続ける。しかし、いずれもヒットには程遠い失敗に終わっている。
プロデューサーのノーマン・スミスはレコーディングの終盤になり「レコーディングのご褒美に、アルバムの12分間だけ、自分たちの好きなようにプレイしてよい」と言ったという。そして、バンドが完成させたのが表題曲「神秘」だった。
新加入したギルモアの貢献は「神秘」である。これはバンド全員によるクレジットであるが、実質的な作者はギルモアである。ただし、曲の構成はウォーターズとメイスンの手による。建築科出身の2人は、まるで何かを設計しているかのごとく1枚の紙に曲の盛り上がりや起伏といった構成を書き上げていったという。12分近いインストゥルメンタルであるこの曲は、「起承転結」が明快な曲で「戦争」を表現したという4部構成の作品である。
「太陽讃歌」はウォーターズによる作品であり、「Set the Control for the Heart of the Sun」という題はウィリアム・S・バロウズの小説から、歌詞は中国の詩から取っている。ピンク・フロイドで唯一、バレットを含む5人のパートが録音されている曲であるが、完成はバレット脱退後である。
「追想」「ジャグバンド・ブルース」はバレット在籍時の曲で、前者はライト、後者はバレット作。

## カバー・アート
デザインはヒプノシス。種々の写真、イラストのコラージュとなっている。その一部として『ドクター・ストレンジ』のイラストが使われている。

## 収録曲
サイド1
1. 「光を求めて」 - "Let There Be More Light" (ウォーターズ)
2. 「追想」 - "Remember a Day" (ライト)
3. 「太陽讃歌」 - "Set the Controls for the Heart of the Sun" (ウォーターズ)
4. 「コーポラル・クレッグ」 - "Corporal Clegg" (ウォーターズ)

サイド2
1. 「神秘」 - "A Saucerful of Secrets" (ウォーターズ、ライト、メイスン、ギルモア)
2. 「シーソー」 - "See-Saw" (ライト)
3. 「ジャグバンド・ブルース」 - "Jugband Blues" (バレット)

## パーソネル
（すべてのパーソネルはクレジットされていない）
ピンク・フロイド
- シド・バレット (Syd Barrett) - ボーカル（7）、スライドギター（2）、アコースティックギター（2、7）、エレクトリックギター（3、7）
- デヴィッド・ギルモア (David Gilmour) - ギター（2と7を除くすべて）、カズー（4）、ボーカル
- ニック・メイスン (Nick Mason) - ドラム（2を除くすべて）、パーカッション（1、5、6、7）、ボーカル（4）、カズー（7）
- ロジャー・ウォーターズ (Roger Waters) - ベース（全曲）、パーカッション（3、5）、ボーカル
- リチャード・ライト (Richard Wright) - ファルフィッサ・オルガン（全曲）、ピアノ（1、2、5、6）、ハモンドオルガン（1、4、5）、メロトロン（5、6）、ヴィブラフォン（3、5）、チェレスタ（3）、シロフォン（6）、ティン・ホイッスル（7）、ボーカル

追加パーソネル
- ノーマン・スミス (Norman Smith) - プロデューサー、ドラム（2）、バック・ボーカル（2、6）、ボイス（4）
- スタンレー・マイヤーズ・オーケストラ (The Stanley Myers Orchestra)（4）
- The Salvation Army (The International Staff Band) - ブラス・セクション（7）